# Sincope (linguistica)
La sìncope è un fenomeno di fonetica storica che consiste nell'eliminazione di uno o più fonemi all'interno della parola:
- calidus (lat.) → caldo;
- verecundia (lat.) → vergogna;
- vetulus (lat.) → (*veclus) → vecchio;
- fabula (lat.) → fable (fr.) → fabla (metatesi) → fiaba;
- parabolare (lat.) → parler (fr.) → parlare;
- domina (lat.) → donna.

Può anche essere una figura retorica che dà luogo a forme poetiche:
- opera → opra (it. ant./poet.);
- spirito → spirto (it. ant./poet.);

Il contrario della sincope è l'epentesi.